# Mare de Déu del Remei d'Ossó de Sió
L'església parroquial de la Mare de Déu del Remei  es troba a part més meridional del nucli antic del poble d'Ossó de Sió el qual s'alça al cim d'un turó, al marge dret del riu Sió.

## Història
El terme d'Ossó de Sió fou conquerit vers el 1070 pel comte Ermengol IV d'Urgell però l'església del lloc no es documentà fins a l'any 1139 en la relació d'esglésies que contribuïren a la dècima recaptada al bisbat d'Urgell aquell any. No s'hi esmenta encara com a parròquia per` se sap que era atesa per un canonge de Guissona, dit Colldejou, que tenia el títol de beneficiat d'Ossó de Sió. Probablement era dedicada a Santa Maria en un inici i el canvi d'advocació per la de Santa Maria del Remei es devia fer a la darreria del segle xiv, moment que es popularitzà aquest patronatge.

## Arquitectura
Església d'estil romànic tardà, d'una sola nau capçada a llevant per un absis semicircular. L'estructura primitiva ha estat molt modificada per reformes posteriors. De l'església romànica només és visible la part nord i est de l'absis que flanqueja la finestra central, la meitt dels murs de la nau i el frontis, a ponent. La finestra de l'absis, tapada, té un arc de mig punt adovellat i segurament és de doble esqueixada. La cornisa del ràfec de l'edifici està feta de pedres de secció trapezoïdal bisellada, sense decoració. El parament, força ben conservat, és de carreus de pedra polida, treballada amb punta, amb tendència a la forma quadrada. La façana principal és llisa, de carreus de pedra polida. La porta, a la façana de ponent, no és al centre sinó prop de la cantonada nord. És una obertura d'arc de mig punt fet amb dovelles llargues, sense decoració. Al bell mig del frontis hi ha una petita rosassa (refeta recentment; havia estat transformada en un finestral rectangular). La part central està coronada per un campanar d'espadanya amb dos ulls. Al costat nord del transsepte hi ha un ull de bou de doble esqueixada i al costat sud una petita rosassa monolítica.

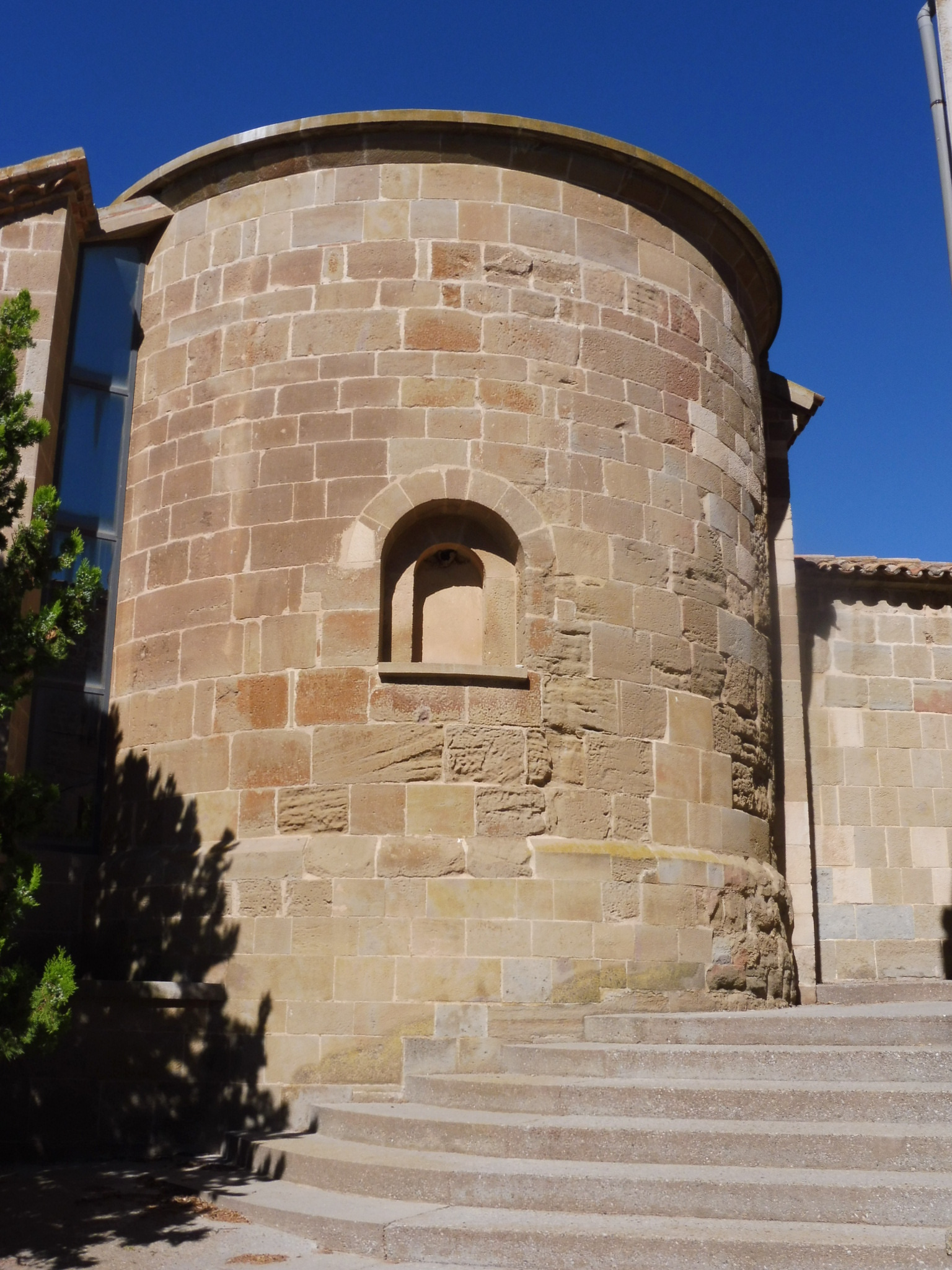
Absis

L'interior de l'església fa 15,50 m de llargada per 4,40 m d'amplada en la nau i el transsepte afegit fa 12 m de punta a punta. No hi ha cap element visible de la primitiva construcció. La conca de l'absis ha estat substituïda per una forma plana. La coberta de la nau té aspecte de volta de canó sense arcs torals. L'absis és precedit per un arc preabsidal una mica apuntat i un petit tram amb volta de llunetes. Hi ha dues capelles laterals profundes o transseptes, coberts amb volta de creueria. Tots els murs estan arrebossats de guix i pintura i l'obra primitiva, si hi és, no és visible. Tots aquests elements són evidentment posteriors al romànic.